# A1-es autópálya (Hollandia)
Az A1-es autópálya (hollandul: Rijksweg 1) egy 157 km hosszú autópálya Hollandiában.

## Képgaléria

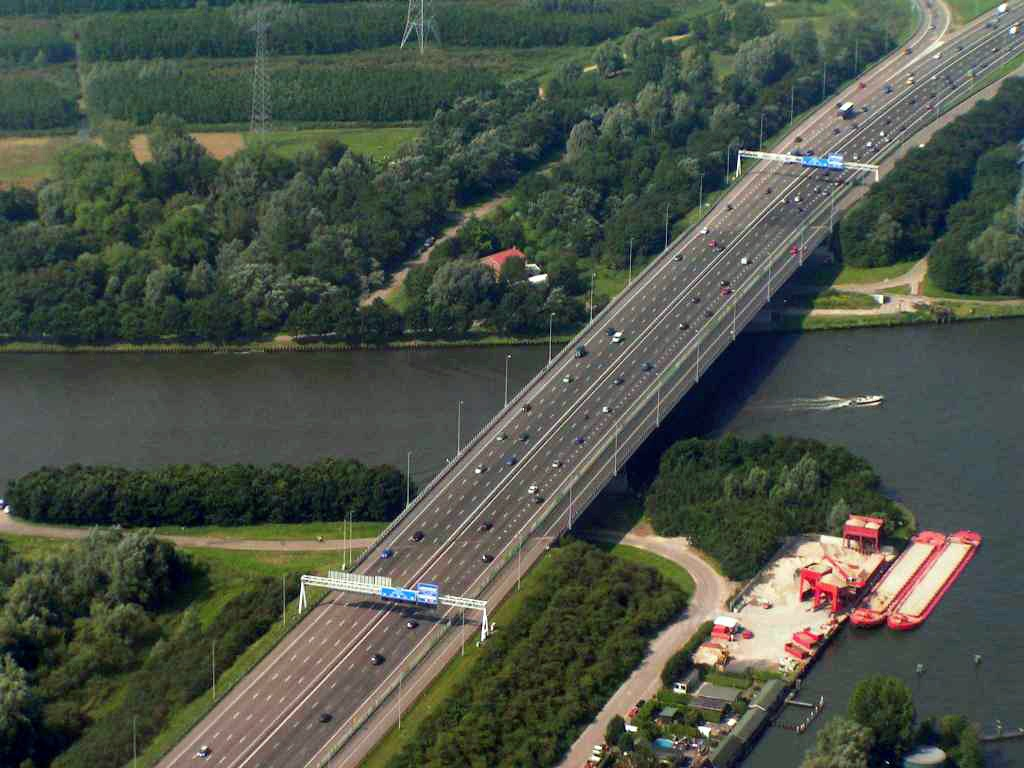
Híd az Amszterdam–Rajna-csatorna felett, 2006
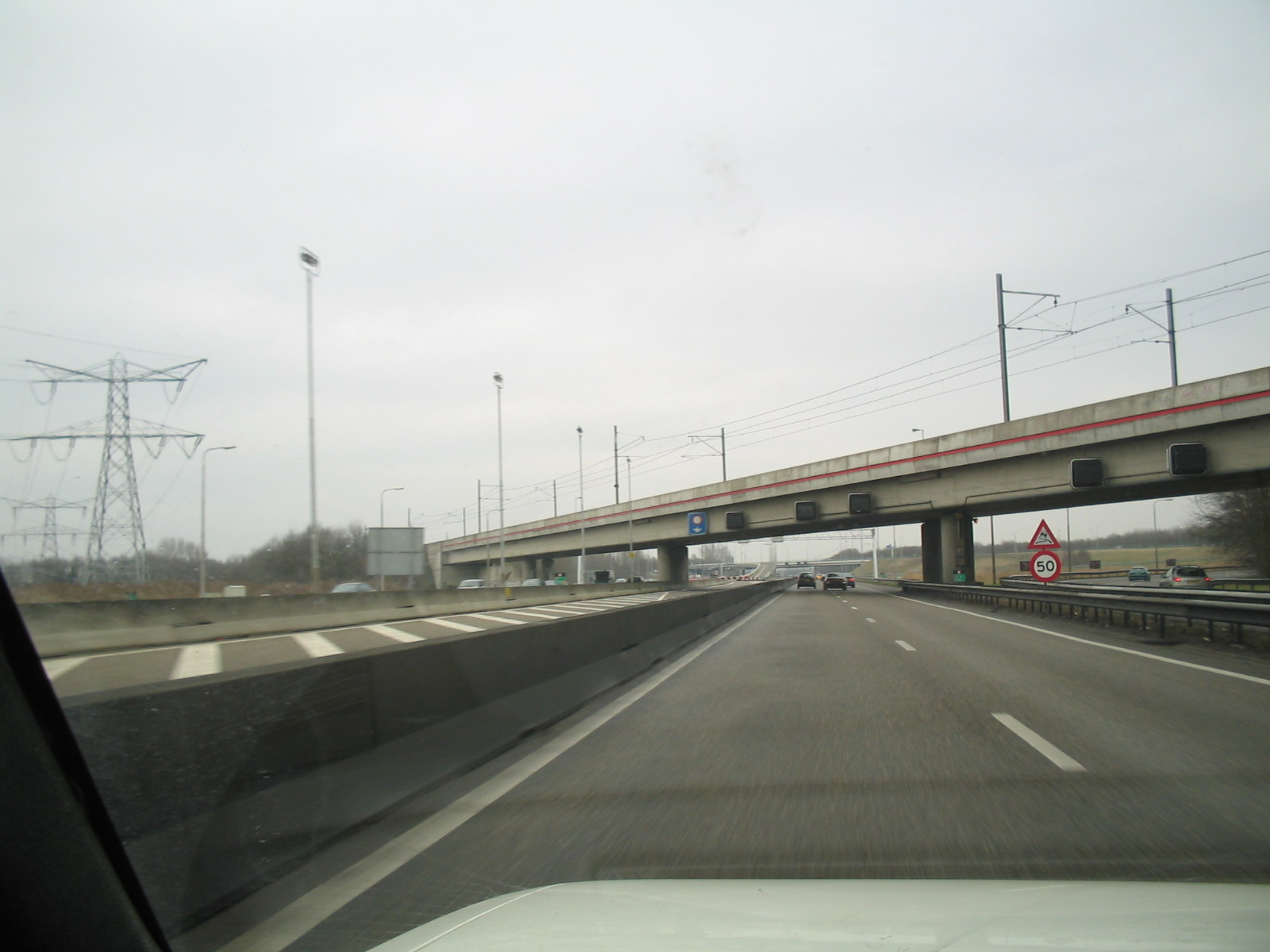
Az autópálya a Weesp–Lelystad-vasútvonal alatt, 2004
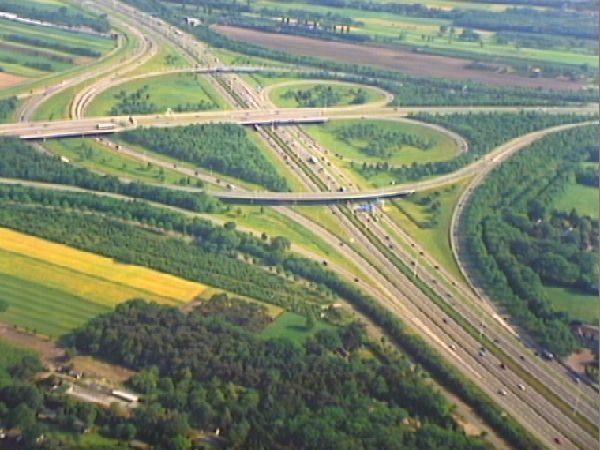
Knooppunt Eemnes, 2005
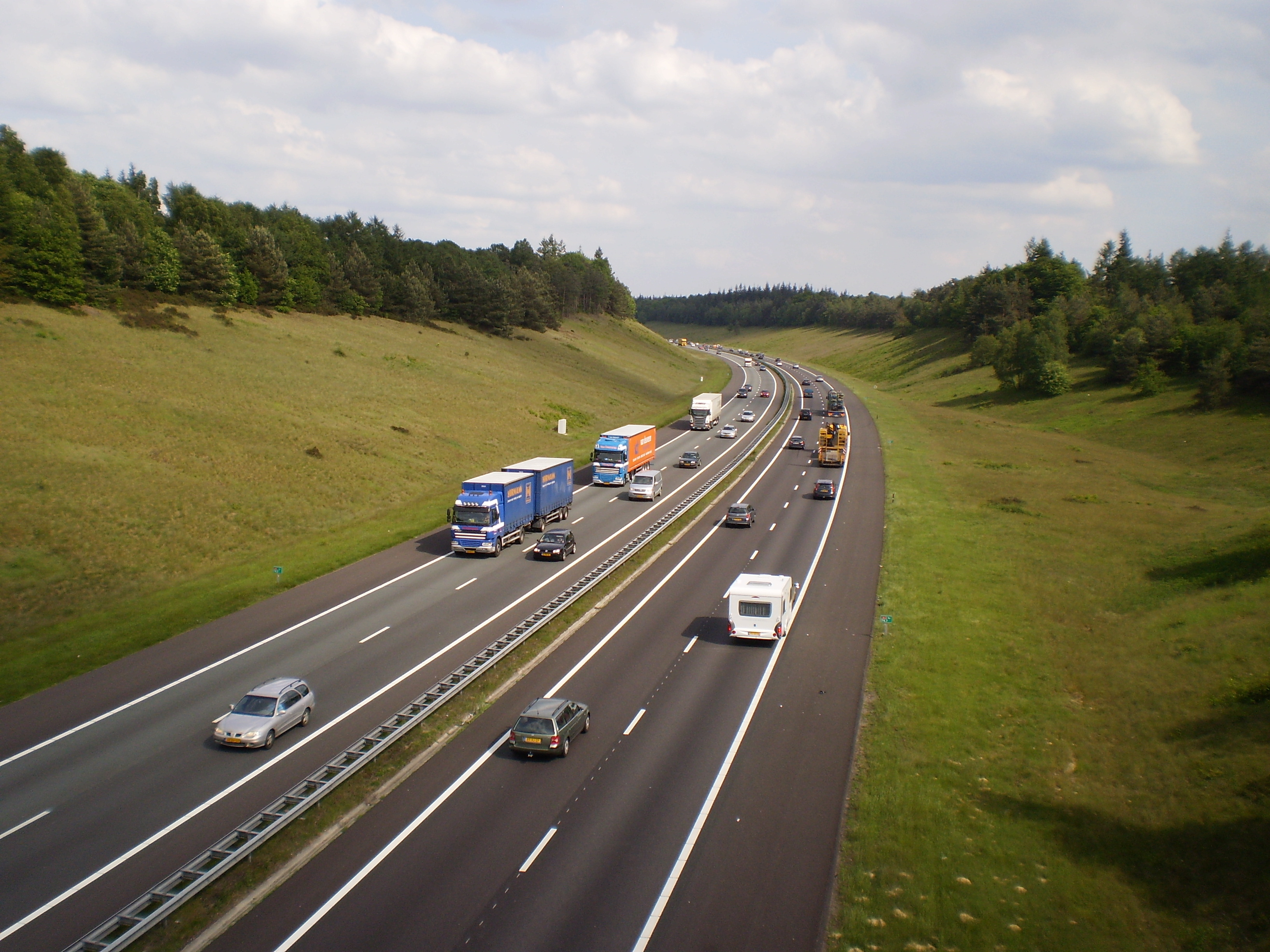
2009